# Cantón de Léré
El cantón de Léré era una división administrativa francesa, que estaba situada en el departamento de Cher y la región de Centro-Valle de Loira.

## Composición
El cantón estaba formado por siete comunas:
- Belleville-sur-Loire
- Boulleret
- Léré
- Sainte-Gemme-en-Sancerrois
- Santranges
- Savigny-en-Sancerre
- Sury-près-Léré

## Supresión del cantón de Léré
En aplicación del Decreto n.º 2014-206 de 21 de febrero de 2014, el cantón de Léré fue suprimido el 22 de marzo de 2015 y sus 7 comunas pasaron a formar parte del nuevo cantón de Sancerre.